# Avernes
Avernes és un municipi francès, situat al departament de Val-d'Oise i a la regió de Illa de França. L'any 2007 tenia 817 habitants.
Forma part del cantó de Vauréal, del districte de Pontoise i de la Comunitat de comunes Vexin centre.
L'1 de gener de 2018 es va fusionar amb el municipi de Gadancourt.

## Demografia

### Població
El 2007 la població de fet d'Avernes era de 817 persones. Hi havia 281 famílies, de les quals 53 eren unipersonals (16 homes vivint sols i 37 dones vivint soles), 65 parelles sense fills, 147 parelles amb fills i 16 famílies monoparentals amb fills.
La població ha evolucionat segons el següent gràfic:
Habitants censats

### Habitatges
El 2007 hi havia 311 habitatges, 292 eren l'habitatge principal de la família, 7 eren segones residències i 11 estaven desocupats. 304 eren cases i 6 eren apartaments. Dels 292 habitatges principals, 255 estaven ocupats pels seus propietaris, 30 estaven llogats i ocupats pels llogaters i 8 estaven cedits a títol gratuït; 2 tenien una cambra, 7 en tenien dues, 36 en tenien tres, 63 en tenien quatre i 184 en tenien cinc o més. 190 habitatges disposaven pel capbaix d'una plaça de pàrquing. A 107 habitatges hi havia un automòbil i a 162 n'hi havia dos o més.

### Piràmide de població
La piràmide de població per edats i sexe el 2009 era:
| Homes | Edats   | Dones |
| ----- | ------- | ----- |
| 0     | 95 o +  | 0     |
| 8     | 90 a 94 | 0     |
| 0     | 85 a 89 | 12    |
| 4     | 80 a 84 | 0     |
| 4     | 75 a 79 | 8     |
| 12    | 70 a 74 | 16    |
| 12    | 65 a 69 | 20    |
| 8     | 60 a 64 | 4     |
| 8     | 55 a 59 | 12    |
| 41    | 50 a 54 | 29    |
| 32    | 45 a 49 | 36    |
| 28    | 40 a 44 | 32    |
| 48    | 35 a 39 | 40    |
| 28    | 30 a 34 | 36    |
| 16    | 25 a 29 | 16    |
| 28    | 20 a 24 | 16    |
| 24    | 15 a 19 | 28    |
| 52    | 10 a 14 | 24    |
| 48    | 5 a 9   | 20    |
| 36    | 0 a 4   | 16    |

## Economia
El 2007 la població en edat de treballar era de 565 persones, 434 eren actives i 131 eren inactives. De les 434 persones actives 405 estaven ocupades (221 homes i 184 dones) i 29 estaven aturades (12 homes i 17 dones). De les 131 persones inactives 37 estaven jubilades, 57 estaven estudiant i 37 estaven classificades com a «altres inactius».

### Ingressos
El 2009 a Avernes hi havia 288 unitats fiscals que integraven 769 persones, la mediana anual d'ingressos fiscals per persona era de 27.822 €.

### Activitats econòmiques
Dels 37 establiments que hi havia el 2007, 1 era d'una empresa extractiva, 2 d'empreses alimentàries, 1 d'una empresa de fabricació d'altres productes industrials, 4 d'empreses de construcció, 8 d'empreses de comerç i reparació d'automòbils, 4 d'empreses de transport, 2 d'empreses d'informació i comunicació, 2 d'empreses financeres, 1 d'una empresa immobiliària, 7 d'empreses de serveis, 1 d'una entitat de l'administració pública i 4 d'empreses classificades com a «altres activitats de serveis».
Dels 7 establiments de servei als particulars que hi havia el 2009, 1 era una oficina de correu, 3 tallers de reparació d'automòbils i de material agrícola, 1 fusteria i 2 empreses de construcció.
L'únic establiment comercial que hi havia el 2009 era una botiga de material esportiu.
L'any 2000 a Avernes hi havia 7 explotacions agrícoles.

## Equipaments sanitaris i escolars
El 2009 hi havia una escola elemental.

## Poblacions més properes
El següent diagrama mostra les poblacions més properes.